# Harold Lozano
Pour les articles homonymes, voir Lozano.
Harold Lozano, né le 30 mars 1972 à Cali (Colombie), est un footballeur colombien, qui évoluait au poste de milieu de terrain à l'America Cali, à Palmeiras, au Club América, au Real Valladolid, au RCD Majorque et à Pachuca ainsi qu'en équipe de Colombie.
Lozano marque trois buts lors de ses quarante-huit sélections avec l'équipe de Colombie entre 1993 et 2003. Il participe à la coupe du monde de football en 1994 et 1998 et à la Copa América en 1993, 1995 et 1999 avec la Colombie.

## Carrière
- 1991-1994 : America Cali
- 1995 : Palmeiras
- 1993-1996 : Club América
- 1996-2002 : Real Valladolid
- 2002-2003 : RCD Majorque
- 2003-2004 : Pachuca [1]

## Palmarès

### En équipe nationale
- 48 sélections et 3 buts avec l'équipe de Colombie entre 1993 et 2003.
- Troisième de la Copa América 1993 et de la Copa América 1995.
- Quart-de-finaliste de la Copa América 1999.
- Participe au premier tour de la coupe du monde 1994 et de la coupe du monde 1998.

### Avec l'America Cali
- Vainqueur du Championnat de Colombie de football en 1992.

### Avec le RCD Majorque
- Vainqueur de la Coupe du Roi de football en 2003.

### Avec Pachuca
- Vainqueur du Championnat du Mexique de football en 2003 (Tournoi d'ouverture).